# Melanie Blatt
Melanie Ruth Blatt (University College bij Euston, 25 maart 1975) is een Brits zangeres.
Zij is vernoemd naar Melanie Safka. Blatt heeft een Franse moeder en een Pools-Russische vader en een jongere zus genaamd Jasmine. Blatt groeide op in zowel Engeland als Frankrijk. Ze heeft één dochter met haar voormalige partner Stuart Zender, voormalig bassist bij Jamiroquai.

## Biografie
Blatt verwierf bekendheid als lid van Britse meidengroep All Saints en nadat de groep uit elkaar was gegaan, begon ze een (matig) succesvolle solocarrière. Haar muzikale stijl is beïnvloed door Blackstreet, Stevie Wonder, r&b en hiphop. Haar persoonlijkheid werd ook gevormd doordat haar ouders hippies waren, die – toen zij zes was – drie dagen kampeerden bij het Glastonbury Festival.
Blatts muzikale talent werd op de basisschool opgemerkt door de directeur, David Joyne, die haar ouders aanraadde haar naar een toneelschool te sturen. Blatt ging in 1986 naar de Sylvia Young Theatre School, alwaar ze Nicole Appleton ontmoette en de twee werden boezemvrienden. In deze periode trad Blatt ook zes maanden op als Eponine in Les Misérables.
In 1986 werd bij Blatt scoliose gediagnosticeerd. Aangezien haar ouders ontevreden waren over de behandelingsmethoden in het Verenigd Koninkrijk, besloten ze terug naar Frankrijk te verhuizen, alwaar een specialist besloot dat de beste remedie was drie metalen schroeven in haar rug te plaatsen.
In 1993 begon Blatt te zingen met Guillaume in de band Drive en gezamenlijk namen ze Curfew op. Ze deed ook achtergrondzang en haar eerste televisieoptreden was met "Dreadzone" samen met Denise Van Outen.
Later dat jaar ontmoette Blatt Shaznay Lewis in de Metamorphisis Recording Studio aan All Saints Road in Londen en vervolgens werkten ze samen. Samen met Simone Rainford richtten ze de band All Saints 1.9.7.5 op, die later werd omgedoopt in All Saints, omdat Rainford de band verlaten had en vervangen werd door de gezusters Nicole en Natalie Appleton.
Haar solocarrière is matig geslaagd; haar succesvolste lied is TwentyFourSeven, een samenwerking met The Artful Dodger, die in het Verenigd Koninkrijk een zesde positie behaalde. Ze bracht het minder ver in 2003 met de single Do Me Wrong, die de 18e plaats haalde. Hierdoor verloor Blatt haar platencontract bij London Records. In 2005 bracht de zangeres in eigen beheer de single See Me uit, maar deze haalde de Top 40 niet. Hierna trad zij voornamelijk op in zaaltjes in het Verenigd Koninkrijk en bracht naar nieuwe liedjes ten gehore, aangezien ze nog geen platencontract had. Begin 2006 werd bekend dat de zangeres samen met haar oude bandleden van All Saints een nieuw album zou opnemen. het verscheen later onder de titel Studio 1. Naast uitgebrachte singles werden plannen gemaakt voor een nieuwe All Saints-tournee. Vanwege de nieuwe fase in de geschiedenis van de band, werd Blatts soloalbum op de lange baan geschoven.

## Discografie

### Albums
| Album met eventuele hitnotering(en) in de Nederlandse Album Top 100 | Datum van verschijnen | Datum van binnenkomst | Hoogste positie | Aantal weken | Opmerkingen |
| ------------------------------------------------------------------- | --------------------- | --------------------- | --------------- | ------------ | ----------- |
| Solo                                                                |                       |                       |                 |              |             |
| nog niet verschenen                                                 |                       |                       |                 |              |             |
| Met All Saints                                                      |                       |                       |                 |              |             |
| All Saints                                                          | 24-11-1997            | 7-2-1998              | 8               | 55           |             |
| The Remix Album                                                     | 29-12-1998            |                       | -               |              |             |
| Saints & Sinners                                                    | 14-10-2000            | 21-10-2000            | 16              | 10           |             |
| All Hits                                                            | 5-11-2001             |                       | -               |              |             |

### Singles
| Single met eventuele hitnotering(en) in de Nederlandse Top 40 | Datum van verschijnen | Datum van binnenkomst | Hoogste positie | Aantal weken | Opmerkingen                      |
| ------------------------------------------------------------- | --------------------- | --------------------- | --------------- | ------------ | -------------------------------- |
| Solo                                                          |                       |                       |                 |              |                                  |
| "Do Me Wrong"                                                 | 25/8/2003             |                       | -               |              |                                  |
| "See Me"                                                      | 5/2005                |                       | nvt             |              | Niet in NL                       |
| Met andere artiesten                                          |                       |                       |                 |              |                                  |
| "Curfew"                                                      | 1993                  |                       | nvt             |              | Drive. Alleen GB, DE             |
| "Silver Shadow"                                               | 2/1995                |                       | nvt             |              | All Saints 1.9.7.5. Niet in NL   |
| "Let's Get Started"                                           | 4/1995                |                       | nvt             |              | All Saints 1.9.7.5. Niet in NL   |
| "If You Wanna Party"                                          | 25/9/1995             |                       | nvt             |              | All Saints 1.9.7.5. Niet in NL   |
| "I Know Where It's At"                                        | 18/8/1997             | 27/9/1997             | 33              | 3            | All Saints                       |
| "Never Ever"                                                  | 10/11/1997            | 20/12/1997            | 4               | 19           | All Saints                       |
| "Under The Bridge/Lady Marmalade"                             | 27/4/1998             | 9-5-1998              | 12              | 6            | All Saints                       |
| "Bootie Call"                                                 | 31/8/1998             | 19-9-1998             | 5               | 9            | All Saints                       |
| "War Of Nerves"                                               | 23/11/1998            |                       | tip             |              | All Saints                       |
| "Pure Shores"                                                 | 26/2/2000             | 12/2/2000             | 9               | 10           | All Saints                       |
| "Black Coffee"                                                | 14/10/2000            | 7/10/2000             | 9               | 7            | All Saints                       |
| "All Hooked Up"                                               | 27/1/2001             |                       | tip             |              | All Saints                       |
| "TwentyFourSeven"                                             | 17/9/2001             |                       | -               |              | The Artful Dodger                |
| "I'm Leavin'"                                                 | 3/2002                |                       | nvt             |              | Outsidaz en Rah Digga. Alleen GB |

### Andere uitgaven
- K-Gee met Melanie Blatt - Let's Get Nice

Uitgegeven op de Bounce to this album
- Melanie Blatt - My Cherie Amour

Uitgegeven op de Honest soundtrack
- Rupeski met Melanie Blatt - Dreaming about Tomorrow
- The Underwolves met Melanie Blatt - Stay a While
- Speelde Jo in de Honest film (2000)
- Speelde de ex-vriendin in de Dog Eat Dog film (2001)
- Gastoptreden in de I Don't Really Care video (2000) van K-Gee